# Vulci
Vulci of Volci (Etruskisch Velch of Velx) was in de oudheid een Etruskische stad in de huidige gemeente Montalto di Castro in de streek Maremma in Italië. 

## Geschiedenis
Vulci was een van de steden in de Etruskische Twaalfstedenbond en lag aan de rivier Fiora. In 280 v.Chr. werd de stad veroverd door de Romeinse consul Tiberius Coruncanius en in 273 v.Chr. werd op haar grondgebied de Romeinse kolonie Cosa gesticht. Rond 240 v.Chr. werd de Via Aurelia aangelegd, die door Vulci liep. De Romeinen bewoonden de stad tot de 2e eeuw, maar het werd onder de Romeinen nooit een belangrijke plaats. De nog bestaande resten zijn voornamelijk van Romeinse origine, enkel de necropolis en stadsmuren zijn Etruskisch. In de 8e eeuw werd de stad voorgoed verlaten.
- Gemeinsame Normdatei: 4064068-1
- Nationale Bibliotheek van Tsjechië: ge131350
- Virtual International Authority File: 242542283